# Associazione Calcio Foligno 1983-1984
Questa voce raccoglie le informazioni riguardanti l'Associazione Calcio Foligno nelle competizioni ufficiali della stagione 1983-1984.

## Rosa
| N. |                   | Ruolo | Calciatore           |
| -- | ----------------- | ----- | -------------------- |
|    | Italia (bandiera) | C     | Sauro Alessi         |
|    | Italia (bandiera) | C     | Luciano Aristei      |
|    | Italia (bandiera) | C     | Mirco Barbetta       |
|    | Italia (bandiera) | D     | Fabio Battistelli    |
|    | Italia (bandiera) | D     | Fabrizio Biferari    |
|    | Italia (bandiera) | P     | Lamberto Boranga     |
|    | Italia (bandiera) | D     | Ivano Cardarelli     |
|    | Italia (bandiera) | D     | Gian Luca Cesaro     |
|    | Italia (bandiera) | C     | Alessandro Donati    |
|    | Italia (bandiera) | C     | Giorgio Guanciarossa |
|    | Italia (bandiera) | A     | Vasco Guerra         |
|    | Italia (bandiera) | D     | Giuseppe Lilli       |
|    | Italia (bandiera) | D     | Paolo Lilli          |

| N. |                   | Ruolo | Calciatore         |
| -- | ----------------- | ----- | ------------------ |
|    | Italia (bandiera) | C     | Saverio Magnanini  |
|    | Italia (bandiera) | D     | Mauro Manzoni      |
|    | Italia (bandiera) | A     | Luca Mariotti      |
|    | Italia (bandiera) | C     | Silvano Olivetti   |
|    | Italia (bandiera) | C     | Arnaldo Palmieri   |
|    | Italia (bandiera) | A     | Ivo Perissinotto   |
|    | Italia (bandiera) | P     | Angelo Properzi    |
|    | Italia (bandiera) | D     | Silvano Ricci      |
|    | Italia (bandiera) | C     | Bruno Ricciolini   |
|    | Italia (bandiera) |       | Riommi             |
|    | Italia (bandiera) | A     | Elio Roselli       |
|    | Italia (bandiera) | C     | Maurizio Scarsella |

## Risultati

### Serie C1

#### Girone di andata
| 18 settembre 1983 1ª giornata | Salernitana | 1 – 0 | Foligno |  |

| 25 settembre 1983 2ª giornata | Foligno | 1 – 1 | Civitanovese |  |

| 2 ottobre 1983 3ª giornata | Benevento | 0 – 1 | Foligno |  |

| 9 ottobre 1983 4ª giornata | Foligno | 1 – 0 | Akragas |  |

| 16 ottobre 1983 5ª giornata | Virtus Casarano | 1 – 0 | Foligno |  |

| 23 ottobre 1983 6ª giornata | Foligno | 1 – 1 | Cosenza |  |

| 30 ottobre 1983 7ª giornata | Foggia | 1 – 0 | Foligno |  |

| 6 novembre 1983 8ª giornata | Foligno | 1 – 1 | Ternana |  |

| 13 novembre 1983 9ª giornata | Foligno | 0 – 3 | Bari |  |

| 20 novembre 1983 10ª giornata | Taranto | 1 – 0 | Foligno |  |

| 27 novembre 1983 11ª giornata | Foligno | 1 – 1 | Siena |  |

| 4 dicembre 1983 12ª giornata | Francavilla | 2 – 0 | Foligno |  |

| 11 dicembre 1983 13ª giornata | Foligno | 0 – 2 | Campania |  |

| 18 dicembre 1983 14ª giornata | Barletta | 1 – 0 | Foligno |  |

| 8 gennaio 1983 15ª giornata | Foligno | 0 – 0 | Casertana |  |

| 15 gennaio 1983 16ª giornata | Messina | 2 – 0 | Foligno |  |

| 22 gennaio 1983 17ª giornata | Foligno | 0 – 1 | Rende |  |

#### Girone di ritorno
| 29 gennaio 1984 18ª giornata | Foligno | 0 – 2 | Salernitana |  |

| 5 febbraio 1984 19ª giornata | Civitanovese | 0 – 0 | Foligno |  |

| 12 febbraio 1984 20ª giornata | Foligno | 0 – 2 | Benevento |  |

| 19 febbraio 1984 21ª giornata | Akragas | 1 – 0 | Foligno |  |

| 26 febbraio 1984 22ª giornata | Foligno | 1 – 1 | Casarano |  |

| 4 marzo 1984 23ª giornata | Cosenza | 2 – 1 | Foligno |  |

| 11 marzo 1984 24ª giornata | Foligno | 3 – 2 | Foggia |  |

| 18 marzo 1984 25ª giornata | Ternana | 2 – 1 | Foligno |  |

| 1º aprile 1984 26ª giornata | Bari | 1 – 0 | Foligno |  |

| 8 aprile 1984 27ª giornata | Foligno | 0 – 2 | Taranto |  |

| 15 aprile 1984 28ª giornata | Siena | 0 – 0 | Foligno |  |

| 29 aprile 1984 29ª giornata | Foligno | 2 – 1 | Francavilla |  |

| 6 maggio 1984 30ª giornata | Campania | 0 – 2 | Foligno |  |

| 13 maggio 1984 31ª giornata | Foligno | 1 – 1 | Barletta |  |

| 20 maggio 1984 32ª giornata | Casertana | 1 – 0 | Foligno |  |

| 27 maggio 1984 33ª giornata | Foligno | 2 – 3 | Messina |  |

| 3 giugno 1984 34ª giornata | Rende | 1 – 6 | Foligno |  |